# 문학진 (배우)
문학진(1989년 10월 23일 ~ )은 대한민국의 배우이다.

## 학력
- 서일대학교 영화과
- 용인대학교 연극학과

## 출연작

### 영화
- 2021 《작은 방안의 소녀》 : 몰빵 역
- 2019 《구미호 이야기》 : 선비 역
- 2018 《피규어 러브》 : 몰빵님 역
- 2018 《아무것도 아닌 가족》 : 보험설계사 역
- 2018 《나를 죽여주세요》 : 운동선수 역
- 2018 《샤우트》 : 재규 역
- 2017 《이발》 : 호진 역
- 2017 《부화》 : 학진 역
- 2017 《망잿길》 : 망자 역
- 2017 《남들 이야기》 : 박대리 역
- 2017 《재수》 : 영철 역
- 2017 《군함도》 : 포주패거리 역
- 2017 《혼숨》 : 야광대역 역
- 2016 《샬레》 : 추행남 역
- 2015 《자백》 : 취객남 역
- 2014 《열여덟 스물아홉》 : 우진 역
- 2014 《그날》 : 학진 역
- 2014 《아지랑이》 : 재영 역
- 2013 《수선》 : 진배 역
- 2013 《아파트 이야기》 : 정길 역
- 2013 《업》 : EOD요원 역
- 2013 《루시드 드림》 : 디스맨 역
- 2013 《illusion》 : 김진태 역
- 2013 《어린이 보호구역》 : 서진웅 역
- 2013 《쿵》 : 동구 역
- 2009 《환한 미소》 : 학진 역
- 2009 《여행자》 : 성수 역

### 드라마
- 2022년 디즈니+ 《키스 식스 센스》- 레지던트 의사 역
- 2021년 KBS1 《태종 이방원》- 조의생(두문동 유생) 역
- 2020년 tvN 《철인왕후》- 식가마 라이더 역
- 2019년 SBS 《의사 요한》 - 김정우 역
- 2019년 tvN 《그녀의 사생활》 - 부검의 역
- 2019년 MBC 《내사랑 치유기》 - 진유 친구 역
- 2019년 MBC 《신과의 약속》 - 기자 역
- 2019년 MBC 《아이템》 - 화장터 직원 역
- 2019년 SBS 《빅이슈》 - 숙직실 남 역
- 2019년 MBC 《더 뱅커》 - 손님 역
- 2018년 KBS2 《차달래 부인의 사랑》 - 배달원 역
- 2018년 SBS 《미스 마 - 복수의 여신》 - 경찰 역
- 2018년 KBS2 《오늘의 탐정》 - 여행사 직원 역
- 2018년 OCN 《신의 퀴즈: 리부트》 - 석민 역
- 2018년 SBS 《나도 엄마야》 - 발렛보이 역
- 2018년 SBS 《여우각시별》 - 항공사 직원 역
- 2018년 SBS 《서른이지만 열일곱입니다》 - 매니저 역
- 2018년 SBS 《친애하는 판사님께》 - 변호사2 역
- 2018년 tvN 《미스터 션샤인》 - 인력거꾼 역
- 2018년 MBC 《이리와 안아줘》 - 범죄자 역
- 2018년 《프로의 탄생 시즌2》 - 최정근 대리 역
- 2018년 KBS2 《라디오 로맨스》 - 대리점 직원 역
- 2017년 KBS2 《황금빛 내 인생》 - 핸드폰 직원 역
- 2017년 페이퍼필름 《마약밀수와의 전쟁 2》 - 수사관 역
- 2017년 SBS 《초인가족》 - 안영석 역
- 2016년 OCN 《38사기동대》 - 2과 조사관 역
- 2016년 tvN 《피리부는 사나이》 - 엠블런스 운전자 역
- 2014년 페이퍼필름 《취업전쟁 2》 - 휴가 군인 역
- 2013년 SBS 《너라서좋아》 - 아파트 주민 역
- 2008년 OCN 《KPSI 시즌2》 - 강건희 역

### 연극
- 2018 박본을 애도함 : 박본, 의사, 부고1,2,3 역
- 2017 VR;발악 : 시민 역
- 2017 보통사람 지망생 : 명석 역
- 2016 Neo pino : 단장 역
- 2016 상상병 환자 : 또마 디아푸뤼스 역
- 2015 세자매 : 솔료니이 역
- 2015 택시 드리벌 : 멀티 역
- 2009 새벽 하늘의 별들 : 알렉산드르 역
- 2009 아폴로 : 사장 역
- 2009 하숙집 사람들 : 창갑 역
- 2009 무궁화 흩날리는 : 현준 역
- 2008 5월의 신부 : 안재욱 역
- 2008 울엄마 : 박민규 역
- 2007 우리들의 일그러진 영웅 : 엄석대 역
- 2006 청춘예찬 : 형 역

## 수상
- 2006년 제10회 전국청소년 연극제 우수연기상
- 2006년 제10회 전국청소년 연극제 서울지역예선대회 최우수 연기상